# Коли ди Монтебове (Л'Аквила)
Коли ди Монтебове (итал. Colli di Montebove) је насеље у Италији у округу Л'Аквила, региону Абруцо.
Према процени из 2011. у насељу је живело 206 становника. Насеље се налази на надморској висини од 914 м.